# بی‌خوابی
بی‌خوابی یا کم‌خوابی (به انگلیسی: Insomnia) یک علامت است که فرد به‌طور مستمر به خواب نمی‌رود. به عبارتی دیگر مشکل در به خواب رفتن، بیدار شدن مکرر در خلال شب همراه با ناتوانی یا اشکال در به خواب رفتن مجدد، بیدارشدن خیلی زود در صبح و خوابی که باعث تجدید قوا نشود را بی‌خوابی می‌گویند. در هر سنی که باشید ممکن است بی خوابی به سراغتان بیاید و ارتباطی با گروه سنی خاصی ندارد.
بی‌خوابی یکی از اختلالات خواب است که در روان‌شناسی خواب مورد مطالعه و بررسی قرار می‌گیرد. ناتوانی در خوابیدن یا ناتوانی در خواب ماندن در مدت طولانی یا خواب عمیق را کم خوابی می‌گویند. کم‌خوابی در واقع خود بیماری به حساب نمی‌آید بلکه جزء علایم بیماری محسوب می‌شود. کم‌خوابی معمولاً ناشی از اضطراب و تنش هیجانی است. از دیگر علل کم خوابی، می‌توان احساس عدم امنیت، ترس از تنهایی، افسردگی و مصرف کافئین را نام برد. کم‌خوابی در بین زنان ۱٫۴ برابر مردان رایج است. بنابر آمارهای وزارت بهداشت آمریکا سالانه ۶۴ میلیون نفر از آمریکایی‌ها از کم‌خوابی رنج می‌برند.
مصرف داروهای ضدافسردگی، قرص‌های خواب‌آور می‌تواند برای درمان موقت این بیماری مفید باشد؛ اما بهترین راه برای درمان بی‌خوابی در بیش‌تر افراد، استفاده از روش CBT-I است. به این درمان، درمان شناختی رفتاری بی‌خوابی نیز می‌گویند.
به تازگی محققان با توجه به تحلیل رفتار و عادات گروه‌های مختلفی از مردم در کشورهای مختلف و از گروه‌های سنی متفاوت، و همچنین بررسی گروه‌های مختلف از افرادی که از انواع بی‌خوابی رنج می‌برند به این نتیجه رسیده‌اند که استفاده از تلفن همراه به دلیل وجود نرم‌افزارهایی مانند شبکه‌های اجتماعی و شبکه‌های پیام‌رسان در آن‌ها یکی از عوامل تأثیرگذار در بی‌خوابی هستند. این نرم‌افزارها به خصوص زمانی که روی تلفن همراه استفاده می‌شوند و با کاربر به تخت خواب می‌روند، باعث برهم زدن تمرکز پیش از خواب می‌شوند؛ به گونه‌ای که تقریباً بعد از دریافت یا ارسال یک پیغام، بدن برای آنکه بتواند مجدداً به تمرکز لازم برای خواب برگردد به حدود ۳۰ دقیقه زمان نیاز دارد. این موضوع به دلیل تکرار شدن و با در نظر گرفتن اینکه شبکه‌های اجتماعی در همه جای دنیا در دسترس بوده و تعطیلی و هزینهٔ چندانی هم ندارند، به یکی از عوامل بی‌خوابی در عصر حاضر تبدیل شده‌است.
بر طبق دپارتمان سلامتی و خدمات انسانی آمریکا در سال ۲۰۰۷، ۶۴ میلیون آمریکایی از کمبود خواب رنج می‌برند. زنانِ بی‌خواب ۱٫۴ برابر مردانِ بی‌خواب هستند.
به نظر متخصصان میزان بی‌خوابی با بالا رفتن سن افزایش می‌یابد و در افراد بالای ۶۵ سال این میزان از درصد بالاتری برخوردار است؛ اما به‌طور کلی اختلالات خواب در همه سنین حتی در سنین کودکی نیز مانند بزرگسالی وجود دارد. آمار گویای این نکته است که یک سوم مردم ایران از بی‌خوابی به عنوان شایع‌ترین اختلال خواب رنج می‌برند.
محققان معتقدند که بازدیدهای پرتکرار روزانه از شبکه‌های اجتماعی مانند فیسبوک و توییتر فرصت برخورداری از یک خواب خوب شبانه را از بین می‌برد و از سوی دیگر، افرادی نیز که مشکلات خواب دارند، ممکن است از پرسه زدن در این شبکه‌های مجازی به عنوان راهی برای وقت‌گذرانی استفاده کنند.

## انواع بی‌خوابی
سه نوع بی‌خوابی تاکنون شناخته شده‌است: گذرا، حاد و مزمن.
- بی‌خوابی گذرا بین چند روز تا یک هفته طول می‌کشد و ممکن است دلیل آن استرس باشد.[۲۰]
- بی‌خوابی حاد به بی‌خوابی گفته می‌شود که بین سه هفته تا شش ماه است، پس از قطع مواد مخدر سنتی و صنعتی مثل شیره و متادون یا داروهای خواب‌آور مثل زولپیدم یا آلپرازولام طی ۸ الی ۲۲ روز بی خوابی یا بدخوابی ایجاد شده که این نشانه سعی بدن برای ایجاد شرایط عادی است که پس از آن بدن به حالت نرمال بازمی‌گردد.[۲۱]
- بی‌خوابی مزمن به بی‌خوابی بیش از یک سال گفته می‌شود و ممکن است برای حواس فرد اختلالات جدی ایجاد کند[۲۰] این نوع کم خوابی می‌تواند سال‌ها طول بکشد. برخلاف دو نوع قبل این نوع کم‌خوابی می‌تواند اختلالی باشد که نتیجه مستقیم مشکلات روانی است. تأثیرات آن که با توجه به ریشه اش متفاوت خواهد بود شامل خواب‌آلودگی، خستگی عضلانی یا روحی، و توهم می‌شود. غالباً مبتلایانِ به بیخوابی مزمن افزایش هوشیاری(alertness) خواهند داشت.[۵][۶]

## عوارض کم‌خوابی
- کاهش بهره ذهنی
- ابتلا به سرطان
- کند شدن واکنش محیطی
- خطر افسردگی
- افزایش خطر اختلالات عصبی
- ضعف سیستم ایمنی بدن
- افزایش خطر ابتلا به دیابت
- توهم
- پرخاشگری
- افزایش خطر ابتلا به بیماری‌های قلبی-عروقی
- فشار خون
- چاقی: پژوهش‌گران مرکز تحقیق تغذیه و چاقی نیویورک به این نتیجه رسیدند که کم‌خوابی شبانه علاوه بر به هم ریختن حال و هوا و مزاج آدمی موجب چاقی و به هم ریختن ظاهر بدن می‌گردد.[۲۲]

## علت بی خوابی[۲۳]
دلایل زیادی وجود دارد که چرا نمی‌توان خوابید. این مسائل می‌توانند به زندگی شخصی شما مربوط شوند، مانند استرس در مورد کار یا خانواده یا می‌توانند کاملاً پزشکی باشند، مانند درد شدیدی که از بین نمی‌رود.
اما پزشکان هنوز نتوانسته‌اند علت دقیق بیخوابی غیر از مسائل پزشکی مانند بیماری‌ها را کشف کند.
مطالعات نشان می‌دهد کمبود تحرک روزانه و تحریک بدن نقش مؤثری در بی خوابی دارد و همچنین تحرک بیش از حد بدن در طول روز که موجب پادرد و... می‌شود، می‌تواند موجب اختلال در خواب می‌شود. همچنین استرس‌های روزانه مانند اینکه ذهن شما از استرسی به استرس دیگر سوق پیدا می‌کند و عملکرد مغز را بالا می‌برد همین امر شما را ساعت‌ها بیدار نگه می‌دارد. درست زمانی که چشمهایتان را می‌بندید و هزاران فکر در ذهنتان می‌گذرد و دائم از این فکر به فکر دیگری می‌روید.
برخی از دلایل پزشکی و غیر پزشکی بیخوابی عبارتند از:
استرس یا فشار: اساساً، هنگام تلاش برای خوابیدن، استرس باعث می‌شود مغز شما بیش از حد کار کند. استرس به دلیل فکرهای زیاد و مخدوش و مشوش مانع از به خواب رفتن مغز می‌شود.
افسردگی: مطالعات نشان می‌دهد که در صورت بروز مداوم بی خوابی، شما سه برابر بیشتر از دیگران دچار افسردگی می‌شوید. رابطه بین بی خوابی و افسردگی بسیار پیچیده‌است، اما پزشکان دریافته اند که بی خوابی اغلب درست قبل از اینکه بیماران دچار افسردگی شوند، وجود دارد. در تحقیقی مشخص شده‌است که بیش از ۸۰ درصد بیمارانی که از نوعی بی خوابی رنج می‌برند، دارای اختلال خلقی مانند اضطراب یا افسردگی هستند.
درد مزمن: درد، زمان خواب را تشخیص نمی‌دهد، هر زمان که بخواهد به سراغتان می‌آید و خواب را از چشمان شما می‌رباید. یک مطالعه در مورد خواب نشان داد که فقط ۳۶ درصد از افراد مبتلا به درد مزمن می‌توانند خواب راحتی داشته باشند. در مقابل کسانی که از آرتروز، ریفلاکس معده، ناراحتی مفصلی و غیره رنج می‌برند هر شب حداقل ۴۵ دقیقه از زمان خوابشان را به علت درد از دست می‌دهند.
بیماری مزمن: نه تنها درد مزمن ناشی از بیماری‌هایی مانند آرتروز و رفلاکس معده سبب بیخوابی می‌شود، بلکه بیماری‌های شدید مانند سرطان یا آلزایمر نیز می‌توانند شما را ساعت‌ها بیدار نگه دارند. مطالعه ای روی بیش از ۵ هزار بیمار مبتلا به طیف وسیعی از بیماری‌های مزمن نشان داد که بیش از ۳۰ درصد بیماران به دلیل بیماری به ندرت خواب خوبی دارند.
اختلال وسواسی-جبری (OCD): افراد مبتلا به OCD اغلب در خواب مشکل دارند، دلیل آن هم این است که نسبت به انجام کار یا گفتن ناخودآگاه حرفی در خواب نگران می‌شوند. این موضوع می تواند منجر به بروز احساس اضطراب و استرس شود و افراد را از داشتن یک خواب خوب در شب باز دارد. 
اثرات جانبی دارو: اگرچه ممکن است در نهایت برای درمان بی خوابی برای شما دارو تجویز شود، اما عجیب این که داروهایی وجود دارند که سبب بی خوابی می‌شوند داروهایی مانند: داروهای ضد افسردگی، استاتین‌ها (برای کلسترول)، بتا بلاکرها
بسیاری از این داروها حاوی کافئین هستند و موجب اختلال خواب می‌شوند.
حساسیت: در مطالعه ای میان ۲ گروه از افراد مشخص شد افراد مبتلا به آلرژی بیشتر دارای اختلال خواب هستند تا دیگران.
همان‌طور که آلرژی‌ها باعث بی خوابی می‌شوند در داروهایی که برای درمان آلرژی استفاده می‌شود نیز ممکن است مواد شیمیایی باشد که موجب بیخوابی شود.

## درمان بی‌خوابی
درمان اولیه بی‌خوابی به روش‌های غیر دارویی مانند مناسب نمودن بستر، مطالعه قبل از خواب و اصلاح عادات غذایی وابسته است. درمان‌های غیر دارویی بهترین روش درمان بی خوابی مزمن است. این درمان‌ها به‌صورت حرفه ای در کلینیک‌های خواب ارائه می‌شوند و شامل روش‌های شناختی-رفتاری و همچنین روشهای مبتنی بر پذیرش و تعهد و روش‌های فراشناختی است. از روشهای غیردارويی دیگر میتوان به تغییر در سبک زندگی، لمس درمانی، يوگا، طب سوزنی، نوردرمانی و ريلکسیشن اشاره کرد.